# Dvd-recorder

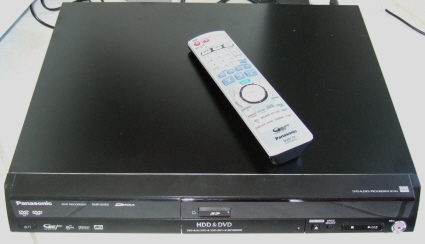
Een dvd-recorder van Panasonic.

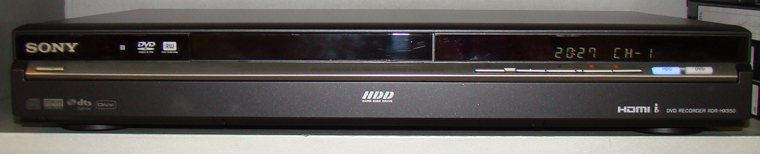
Een dvd-recorder van Sony.

Een dvd-recorder is een apparaat dat videobeelden in digitaal formaat (meestal MPEG) opneemt. Afhankelijk van de uitvoering ondersteunt het apparaat opnames naar een harde schijf, een dvd-ram, of een (herschrijfbare) dvd-r of dvd+r.

## Beschrijving
De eerste dvd-recorders verschenen op de Japanse consumentenmarkt in 1999. Aanvankelijk waren deze apparaten nog relatief duur, later zakten deze in prijs. Fabrikanten voegden in bepaalde modellen de mogelijkheid toe om programma's op een mechanische harde schijf op te nemen, zodat deze later bekeken kunnen worden, of bewerkt, zoals het samenvoegen of knippen van titels.
Het grote verschil met een digitale videorecorder is dat de dvd-recorder een ingebouwde dvd-brander heeft. Hiermee kan de opname op een dvd worden weggeschreven.
Vaak heeft een dvd-recorder een instelbare opnamekwaliteit, zodat er tot 6, 8 of 10 uur aan videobeeld kan worden opgenomen en gebrand. Hierbij wordt een hogere datacompressie toegepast, zodat meer beelden in dezelfde hoeveelheid gegevens passen. Door de hogere compressie neemt de kwaliteit van het opgenomen beeld en geluid af.

## Voor- en nadelen
Een dvd-recorder heeft de volgende voordelen ten opzichte van een videorecorder:
- Betere beeld- en geluidskwaliteit
- Kleinere media
- Direct toegang tot een bepaald hoofdstuk
- Ondertiteling
- Minder slijtage tijdens afspelen
- Vrijwel geen verlies van gegevens tijdens dupliceren
- Bewerken van opgenomen programma's
- Het maken van afspeellijsten
- Er kan niet over bestaande programma's heen worden opgenomen
- Keuzemenu voor programma's

Enkele nadelen zijn:
- Langzame toegangstijd bij het laden
- Beperkt aantal schrijfbewerkingen
- Relatief korte levensduur van de laserdiode
- Dvd's moeten gefinaliseerd worden na het branden